# Pierre-Nicolas Perrée-Duhamel
Pierre-Nicolas Perrée - dit Perrée-Duhamel, né le 8 avril 1747 à Granville (Manche), et mort le 17 novembre 1816 à Mortain (Manche), est un négociant, armateur et homme politique français.

## Biographie

### Origines et famille
Membre de la famille Perrée, illustre lignée granvillaise de corsaires et de négociants, Pierre-Nicolas Perrée est le fils de René-Jean Perrée, seigneur de Grandpièce et du Hamel, armateur et maire de Granville.

### Débuts comme armateur et négociant sous l'Ancien Régime
Comme son père, Pierre-Nicolas Perrée est armateur et négociant à Granville. Juge-consul à Granville (1779-1782), ville dont il devient maire sur nomination du Roi du 8 avril 1783 au 20 août 1787, devenant alors pour deux années prieur-consul. 

### Révolution française
Le 27 février 1789, Pierre-Nicolas Perrée-Duhamel participe à la rédaction du cahier de doléances du Tiers-État puis devient Chef de la légion de la Garde nationale de Granville de juin 1792 à avril 1793, et Président du Comité de surveillance sous la Terreur.
Il est élu au conseil des Anciens le 24 vendémiaire an IV. Partisan du coup d'État du 18 brumaire, il est nommé par Bonaparte au Tribunat le 4 nivôse an VIII jusqu'à la suppression de celui-ci en 1807. Brièvement régent au sein du Conseil général de la Banque de France (VIe siège) entre le 13 février et le 17 octobre 1800, il intègre la Cour des Comptes le 28 septembre 1807 en qualité de conseiller-maître. 
Pierre-Nicolas Perrée-Duhamel présente successivement ses vœux à Louis XVIII en 1814, à l'Empereur durant les Cent-Jours, et à nouveau au roi Louis XVIII à l'avènement de la Seconde restauration.
Il était commandeur de la Légion d'honneur (25 prairial XII) et chevalier d'Empire (20 juillet 1808), avec les armes : D'argent à l'ancre bouclée d'azur ; à la fasce brochante de gueules chargée du signe des Chevaliers légionnaires qui est de gueules chargé de l'étoile d'argent.

## Descendance
Son fils, "Nicolas" François Louis Perrée, né le 26 juin 1785 à Granville et décédé entre 1824 et 1830; marié le 23 avril 1815 avec Clémence Tellier (1798-1816) [fille de Charles Henry Pierre Tellier (1766-1833) - négociant puis banquier actionnaire de la Banque de France à Paris -  et de Françoise Marie Agnès Vial de la Salle; également petite-fille de Joseph Marie Vial — caissier du remboursement des billets de la Banque de France — et de Françoise Josèphe Delphine Mathurine de Marescaille], il est négociant et banquier à Paris. Veuf en 1816, Nicolas Perrée se remarie le 12 septembre 1821 en l'église Saint-Germain l'Auxerrois avec Rose de Beaune (1787-1837) qui, veuve, épousera Achille, 3e comte Abrial (1805-1853) le 20 septembre 1830.
De sa première union, Nicolas Perrée a un fils, Louis Perrée (homme politique).
Pierre-Nicolas Perrée-Duhamel est le cousin de Jean Perrée-Duhamel, né le 12 février 1744 à Granville, négociant-armateur et échevin de Granville, député aux États généraux de 1789, officier municipal de Granville sous la Révolution puis adjoint au maire de Granville au moment du retour de Louis XVIII. 